# Liu Buchan
Liu Buchan (cinese: 劉步蟾; Houguan, 1852 – isola di Liugong, 10 febbraio 1895) è stato un ammiraglio e generale cinese, vicecomandante della flotta del Flotta del Pei-yang durante la Prima guerra sino-giapponese assunse il comando della flotta dopo il ferimento dell'ammiraglio Ding Ruchang mantenendolo per un breve periodo.

## Biografia
Nacque nel 1852 nella città di Houguan, provincia di Fujian, allevato dalla madre in quanto suo padre era morto prima che egli nascesse. Nel 1867, dopo aver passato gli esami, entrò presso la Scuola navale situata nell'arsenale di Foochow, fondata da Shen Baozhen, dove studiò l'arte della navigazione. Nel 1871 effettuò una crociera addestrativa a bordo della nave scuola Jianwei, che toccò i porti di Amoy, Hong Kong, Singapore e la baia di Bohai, e nel 1872 uscì dalla scuola navale classificandosi primo nel suo corso. Nel 1875 assunse il comando della Jianwei, e l'anno successivo fu inviato a frequentare il Royal Naval College di Greenwich, in Gran Bretagna, ma non riuscì a passare gli esami di ammissione e fu quindi imbarcato come primo ufficiale sulla nave da battaglia Hercules, ammiraglia della Mediterranean Fleet. Ritornato in Cina nel 1878 assunse il comando della cannoniera Zenhbei appartenente alla costituenda flotta del Pei-yang. Nel 1881 il Viceré di Zhili Li Hongzhang, ministro del Beiyang, ordinò la costruzione di due moderne navi da battaglia (Dingyuan e Zhenyuan) presso un cantiere navale tedesco, e lo inviò a monitorarne la costruzione, ispezionando le due navi in vista della realizzazione di similari unità nei cantieri nazionali. Nel 1885 rientrò in Patria, con il rango di Commodoro, assumendo il comando della Dingyuan, e con la costituzione ufficiale della flotta del Pei-yang nel 1888, partecipò alla stesura dello statuto, venendo successivamente promosso Capo di stato maggiore e Aiutante di bandiera dell'ammiraglio Ding Ruchang.
Nel 1890 la flotta del Beiyang effettuò una visita a Hong Kong, e quando l'ammiraglio Ruchang sbarcò dalla sua nave, egli innalzò la propria insegna divenendo di fatto comandante della flotta. Ciò causò le proteste del comandante del servizio addestramento il capitano di vascello William Lang, un ex ufficiale della Royal Navy, che se ne lamentò apertamente con il Viceré Li Hongzhang. Durante la successiva inchiesta Li Hongzhang sostenne apertamente la posizione di Buchan, e ciò causò le dimissioni di Lang dalla flotta del Pei-yang.
Negli anni precedenti la prima guerra sino-giapponese del 1894, egli effettuò numerose pressioni sul Viceré affinché la flotta del Pei-yang fosse ulteriormente potenziata, sottolineando quanto si stava contemporaneamente facendo in Giappone, e chiedendo l'adozione di un programma annuale di nuove costruzioni navali. A causa della realtà politica della corte imperiale Li Hongzhang non poté accontentarlo.

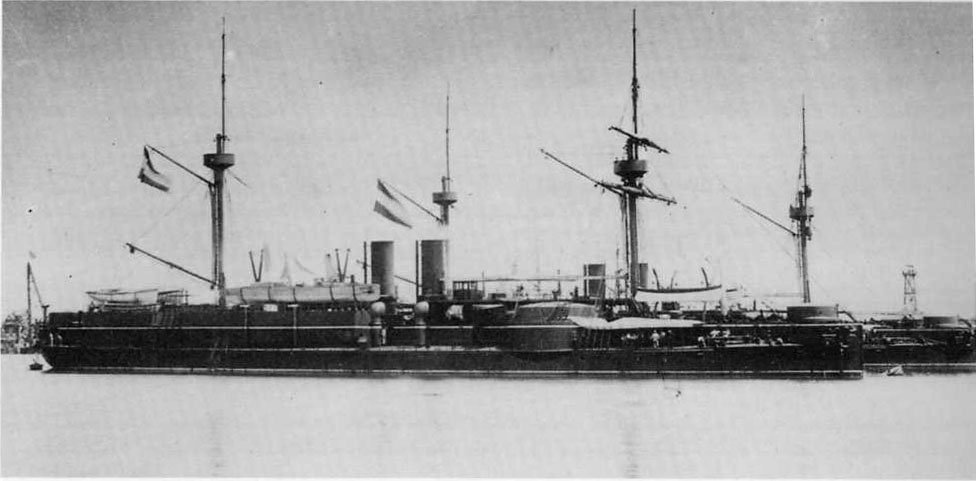
La nave da battaglia Dingyuan.

Durante il corso del conflitto comandò la nave da battaglia Dingyuan con cui partecipò, il 17 settembre 1894, alla battaglia del fiume Yalu. Durante lo scontro con la flotta combinata giapponese al comando dell'ammiraglio Itō Sukeyuki, la sua nave, su cui innalzava la sua insegna il comandante della flotta, fu centrata da un proiettile che, per un difetto di costruzione, causò il ferimento dell'ammiraglio Ruchang e di parte del suo Stato maggiore.
Assunto il comando delle rimanenti unità della flotta le condusse dapprima a Lüshunkou e poi presso la base navale di Wei-hai-wei senza impegnare più combattimento con le navi giapponesi. Quando l'esercito nemico arrivò ad assediare la piazzaforte di Wei-hai-wei le navi cinesi rimasero al sicuro all'interno della rada, ma una volta che le truppe giapponesi conquistarono le fortificazioni costiere riuscendo ad abbassare le ostruzioni che impedivano l'accesso all'interno del porto, esposero le navi cinesi all'attacco avversario. La nave da battaglia Dingyuan fu gravemente danneggiata da un attacco di torpediniere avvenuto il 4 febbraio 1895, e fu fatta arenare al fine di evitarne l'affondamento, venendo poi utilizzata come batteria per colpire le postazioni dell'esercito giapponese. Il 9 febbraio la nave fu colpita dal tiro d'artiglieria, e temendo l'imminente caduta della base navale dell'isola di Liugong egli ordinò che la Dingyuan fosse autoaffondata al fine di impedirne la cattura da parte del nemico. Nella notte del 10 febbraio si uccise con una dose letale di oppio, imitato due giorni dopo dall'ammiraglio Ruchang.
La sua bara fu trasportata il giorno 17 a Yantai, dove fu sepolta. Il governo imperiale cinese dimostrò apprezzamento per il suo operato nel corso della guerra, nominando postumo al grado di Tudu con tutti i benefici connessi.

### Annotazioni
1. ↑  Le sue capacità impressionarono notevolmente il Viceré Li Hongzhang, che in una missiva segreta inviata alla corte imperiale a Pechino dichiarava: un talento che può essere destinato a grandi usi.
2. ↑  Durante i dieci anni precedenti allo scoppio della guerra aveva protestato più volte, ma sempre senza successo, contro il fatto che i fondi destinati all'ammodernamento della marina venissero impiegati per altri usi.
3. ↑  L'ammiraglio Ruchang aveva rifiutato l'offerta di ricevere asilo politico rivoltagli dall'ammiraglio giapponese Sukeyuki, e la sera stessa si suicidò con una dose letale di oppio presso il suo Quartier generale situato sull'isola di Liugong.
4. ↑  Nel XX secolo fu oggetto di molte lodi, ma fu aspramente criticato da William F. Tyler, un ufficiale della Royal Navy che svolgeva il ruolo di suo assistente, imbarcato a bordo della Dingyuan  durante la battaglia del fiume Yalu. Secondo Tyler, che però provava per lui una forte inimicizia, Buchan mancava di una adeguata esperienza di comando prima che gli fosse affidato quello della  Dingyuan. Inoltre secondo la testimonianza di Tyler egli era dedito all'assunzione di oppio, cosa comune tra le truppe cinesi dell'epoca.

### Fonti
1. 1 2 3  Khoon Choy Lee 2005, p. 11.
2. ↑  Nell'onomastica cinese il cognome precede il nome. "Liu" è il cognome.
3. 1 2  Schmidt 2007, p. 167.
4. 1 2  Da Frè 2010, p. 80.
5. 1 2  Da Frè 2010, p. 92.
6. 1 2  Da Frè 2010, p. 83.
7. 1 2  Da Frè 2010, p. 86.
8. ↑  Da Frè 2010, p. 96.
9. ↑  Da Frè 2010, p. 97.
10. ↑  Paine 2003, p. 412.
11. ↑  Khoon Choy Lee 2005, p. 12.

### Periodici
- Giuliano Da Frè, La sconfitta del drago, in Rivista Italiana Difesa, n. 2, Chiavari, Giornalistica Riviera Soc. Coop., febbraio 2010,  pp. 80-97.